# Walter Moore
Walter Andre Moore, né le 1er septembre 1984 à Georgetown au Guyana, est un footballeur guyanien. Il évolue au poste de défenseur.

## Biographie

### Carrière en sélection
International guyanien depuis 2004, Moore participe aux qualifications des Coupes du monde de 2006, 2010, 2014 et 2018, avec un bilan de 18 matchs joués. En outre, il dispute également avec le Guyana deux fois la phase finale de la Coupe caribéenne des nations en 2007 et 2010 où son pays ne peut franchir le 1er tour.
Après 73 rencontres internationales (5 buts marqués) avec les Golden Jaguars (surnom de la sélection guyanienne), il annonce sa retraite internationale en octobre 2016.

#### Buts en sélection
| Buts en sélection de Walter Moore | Buts en sélection de Walter Moore | Buts en sélection de Walter Moore               | Buts en sélection de Walter Moore | Buts en sélection de Walter Moore | Buts en sélection de Walter Moore | Buts en sélection de Walter Moore |
|                                   | Date                              | Lieu                                            | Adversaire                        | Score                             | Résultat                          | Compétition                       |
| --------------------------------- | --------------------------------- | ----------------------------------------------- | --------------------------------- | --------------------------------- | --------------------------------- | --------------------------------- |
| 1.                                | 15 octobre 2010                   | André Kamperveen Stadion, Paramaribo (Suriname) | Antilles néerlandaises            | 3-0                               | 3-2                               | QCAR 2010                         |
| 2.                                | 17 octobre 2010                   | André Kamperveen Stadion, Paramaribo (Suriname) | Suriname                          | 0-1                               | 0-2                               | QCAR 2010                         |
| 3.                                | 24 août 2011                      | Providence Stadium, Providence (Guyana)         | Inde                              | 2-1                               | 2-1                               | Amical                            |
| 4.                                | 22 février 2012                   | Grenada National Stadium, St. Georges (Grenade) | Grenade                           | 1-2                               | 1-2                               | Amical                            |
| 5.                                | 18 novembre 2012                  | Grenada National Stadium, St. Georges (Grenade) | Guyane                            | 2-1                               | 4-3                               | QCAR 2012                         |

## Palmarès
Caledonia AIA
- Vainqueur du CFU Club Championship en 2012.
- Vainqueur du FA Trophy (Coupe de Trinité-et-Tobago) en 2008, 2012 et 2013.

 Alpha United FC
- Champion du Guyana en 2010.